# Collegio di Sunderland Central
Sunderland Central è un collegio elettorale situato nel Tyne and Wear, nel Nord Est dell'Inghilterra, e rappresentato alla Camera dei comuni del Parlamento del Regno Unito. Elegge un membro del parlamento con il sistema first-past-the-post, ossia maggioritario a turno unico; l'attuale parlamentare è Lewis Atkinson del Partito Laburista, che rappresenta il collegio dal 2024.

## Estensione
Il Parlamento approvò la quinta revisione periodica dei collegi di Westminster che crearono questo collegio in occasione delle elezioni generali del 2010; il collegio è composto dai seguenti ward elettorali all'interno della Città di Sunderland: Barnes, Fulwell, Hendon, Millfield, Pallion, Ryhope, Ashbrooke, St Peter's e Southwick.
La revisione abolì i precedenti collegi di Sunderland North e Sunderland South, e creò i collegi di Houghton and Sunderland South e Washington and Sunderland West.

## Membri del parlamento
| Elezione | Elezione       | Deputato      | Partito   |
| -------- | -------------- | ------------- | --------- |
|          | 2010           | Julie Elliott | Laburista |
| 2024     | Lewis Atkinson |               | Laburista |

## Elezioni

### Elezioni negli anni 2020
| Partito                    | Partito                                | Candidato                  | Risultati 4 luglio 2024 | Risultati 4 luglio 2024 |
| Partito                    | Partito                                | Candidato                  | Voti                    | %                       |
| -------------------------- | -------------------------------------- | -------------------------- | ----------------------- | ----------------------- |
|                            | Laburista                              | Lewis Atkinson             | 16 852                  | 42,18                   |
|                            | Reform UK                              | Chris Eynon                | 10 779                  | 26,98                   |
|                            | Conservatore                           | Gregory Peacock            | 5 731                   | 14,34                   |
|                            | Lib Dem                                | Niall Hodson               | 3 602                   | 9,01                    |
|                            | Verdi                                  | Rachel Featherstone        | 2 993                   | 7,49                    |
|                            |                                        |                            |                         |                         |
| Iscritti                   | Iscritti                               | Iscritti                   | 76 145                  | 100,00                  |
| ↳ Votanti (% su iscritti)  | ↳ Votanti (% su iscritti)              | ↳ Votanti (% su iscritti)  | 39 957                  | 52,47                   |
| ↳ Astenuti (% su iscritti) | ↳ Astenuti (% su iscritti)             | ↳ Astenuti (% su iscritti) | 36 188                  | 47,53                   |
|                            |                                        |                            |                         |                         |
|                            | Esito: collegio confermato a Laburista |                            |                         |                         |

### Elezioni negli anni 2010
| Partito                    | Partito                                | Candidato                  | Risultati 12 dicembre 2019 | Risultati 12 dicembre 2019 |
| Partito                    | Partito                                | Candidato                  | Voti                       | %                          |
| -------------------------- | -------------------------------------- | -------------------------- | -------------------------- | -------------------------- |
|                            | Laburista                              | Julie Elliott              | 18 336                     | 42,17                      |
|                            | Conservatore                           | Tom D'Silva                | 15 372                     | 35,36                      |
|                            | Brexit                                 | Viral Parikh               | 5 047                      | 11,61                      |
|                            | Lib Dem                                | Niall Hodson               | 3 025                      | 6,96                       |
|                            | Verdi                                  | Rachel Featherstone        | 1 212                      | 2,79                       |
|                            | Indipendente                           | Dale McKenzie              | 484                        | 1,11                       |
|                            |                                        |                            |                            |                            |
| Iscritti                   | Iscritti                               | Iscritti                   | 72 672                     | 100,00                     |
| ↳ Votanti (% su iscritti)  | ↳ Votanti (% su iscritti)              | ↳ Votanti (% su iscritti)  | 43 476                     | 59,82                      |
| ↳ Astenuti (% su iscritti) | ↳ Astenuti (% su iscritti)             | ↳ Astenuti (% su iscritti) | 29 196                     | 40,18                      |
|                            |                                        |                            |                            |                            |
|                            | Esito: collegio confermato a Laburista |                            |                            |                            |

| Partito                    | Partito                                | Candidato                  | Risultati 8 giugno 2017 | Risultati 8 giugno 2017 |
| Partito                    | Partito                                | Candidato                  | Voti                    | %                       |
| -------------------------- | -------------------------------------- | -------------------------- | ----------------------- | ----------------------- |
|                            | Laburista                              | Julie Elliott              | 25 056                  | 55,54                   |
|                            | Conservatore                           | Robert Oliver              | 15 059                  | 33,38                   |
|                            | UKIP                                   | Gary Leighton              | 2 209                   | 4,90                    |
|                            | Lib Dem                                | Niall Hodson               | 1 777                   | 3,94                    |
|                            | Verdi                                  | Rachel Featherstone        | 705                     | 1,56                    |
|                            | Indipendente                           | Sean Cockburn              | 305                     | 0,68                    |
|                            |                                        |                            |                         |                         |
| Iscritti                   | Iscritti                               | Iscritti                   | 72 759                  | 100,00                  |
| ↳ Votanti (% su iscritti)  | ↳ Votanti (% su iscritti)              | ↳ Votanti (% su iscritti)  | 45 111                  | 62,00                   |
| ↳ Astenuti (% su iscritti) | ↳ Astenuti (% su iscritti)             | ↳ Astenuti (% su iscritti) | 27 648                  | 38,00                   |
|                            |                                        |                            |                         |                         |
|                            | Esito: collegio confermato a Laburista |                            |                         |                         |

| Partito                    | Partito                                | Candidato                  | Risultati 7 maggio 2015 | Risultati 7 maggio 2015 |
| Partito                    | Partito                                | Candidato                  | Voti                    | %                       |
| -------------------------- | -------------------------------------- | -------------------------- | ----------------------- | ----------------------- |
|                            | Laburista                              | Julie Elliott              | 20 959                  | 50,19                   |
|                            | Conservatore                           | Jeff Townsend              | 9 780                   | 23,42                   |
|                            | UKIP                                   | Bryan Foster               | 7 997                   | 19,15                   |
|                            | Verdi                                  | Rachel Featherstone        | 1 706                   | 4,09                    |
|                            | Lib Dem                                | Adrian Page                | 1 105                   | 2,65                    |
|                            | Indipendente                           | Joseph Young               | 215                     | 0,51                    |
|                            |                                        |                            |                         |                         |
| Iscritti                   | Iscritti                               | Iscritti                   | 73 266                  | 100,00                  |
| ↳ Votanti (% su iscritti)  | ↳ Votanti (% su iscritti)              | ↳ Votanti (% su iscritti)  | 41 762                  | 57,00                   |
| ↳ Astenuti (% su iscritti) | ↳ Astenuti (% su iscritti)             | ↳ Astenuti (% su iscritti) | 31 504                  | 43,00                   |
|                            |                                        |                            |                         |                         |
|                            | Esito: collegio confermato a Laburista |                            |                         |                         |

| Partito                    | Partito                                      | Candidato                  | Risultati 6 maggio 2010 | Risultati 6 maggio 2010 |
| Partito                    | Partito                                      | Candidato                  | Voti                    | %                       |
| -------------------------- | -------------------------------------------- | -------------------------- | ----------------------- | ----------------------- |
|                            | Laburista                                    | Julie Elliott              | 19 495                  | 45,91                   |
|                            | Conservatore                                 | Lee Martin                 | 12 770                  | 30,07                   |
|                            | Lib Dem                                      | Paul Dixon                 | 7 191                   | 16,93                   |
|                            | BNP                                          | John McCaffrey             | 1 913                   | 4,51                    |
|                            | UKIP                                         | Pauline Fentonby-Warren    | 1 094                   | 2,58                    |
|                            |                                              |                            |                         |                         |
| Iscritti                   | Iscritti                                     | Iscritti                   | 74 496                  | 100,00                  |
| ↳ Votanti (% su iscritti)  | ↳ Votanti (% su iscritti)                    | ↳ Votanti (% su iscritti)  | 42 463                  | 57,00                   |
| ↳ Astenuti (% su iscritti) | ↳ Astenuti (% su iscritti)                   | ↳ Astenuti (% su iscritti) | 32 033                  | 43,00                   |
|                            |                                              |                            |                         |                         |
|                            | Esito: collegio a Laburista (nuovo collegio) |                            |                         |                         |

## Risultati dei referendum

### Referendum sulla permanenza del Regno Unito nell'Unione europea del 2016
|             | Collegio           | Lasciare UE % | Rimanere in UE % |
| ----------- | ------------------ | ------------- | ---------------- |
|             | Sunderland Central | 60,0%         | 40,0%            |
| Inghilterra | 53,3%              | 46,7%         |                  |
| Regno Unito | 51,9%              | 48,1%         |                  |